# Utrata (dopływ Kłobuckiego Potoku)
Utrata (niem. Verlorene Bach, Verlorenes Wasser) – strumień w północno-zachodniej Polsce, dopływ Kłobuckiego Potoku. Płynie przez północną część Puszczy Bukowej w województwie zachodniopomorskim. 
Strumień wypływa z mokradeł położonych w górnej partii Parowu Kołowskiego i płynie nim na północ. Następnie po zmianie biegu na północno-wschodni przyjmuje dwa krótkie cieki z prawego i jeden z lewego brzegu. Wody Utraty płyną po bardzo urozmaiconym geologicznie podłożu, natrafiają w kilku miejscach na grunt przepuszczalny, gdzie zanikają, aby wkrótce znów wypłynąć na powierzchnię.
Głęboko w korycie strumienia zalega blok granitu szarego z widocznymi wygładami lodowcowymi, potocznie nazywany jest Ukrytym Kamieniem, Głazem w Utracie lub Ukrytym Głazem (niem. Gross Stein), jego obwód wynosi 12,0 m, wysokość 1,0 m. Jest płaski i dostrzegalny dopiero z mniejszej odległości.